# سرخو بنگالی
نام علمی گونه:
(Aetomylaeus nichofii (Bloch and schneider,۱۸۰۱
نام علمی مترادف: ندارد 
نام انگلیسی: 
Bengal snapper
نام فارسی: سرخوبنگالی
اندازه : حداکثر اندازه بدن به ۳۰ سانتیمتر می‌رسد. 
مشخصات : بدن فشرده و مستطیلی شکل و حاشیه عقبی پیش سرپوش آبششی دارای یک فرو رفتگی مشخص می‌باشد. باله پشتی دارای ۱۱ تا ۱۲ شعاع سخت و ۱۳ تا ۱۴ شعاع نرم است. رنگ بدن زرد بوده و دارای ۴ نوار طولی آبی رنگ در پهلوها می‌باشد. 
زیست‌شناسی : متعلق به آبهای کم عمق ساحلی بوده و از بی مهرگان کفزی تغذیه می‌نماید. 

## نامهای مورد استفاده در جنوب ایران
وسایل صید: ترال کف، قلاب دستی و گرگور.